# Union gymnique et sportive des patronages de France
Pour un article plus général, voir Fédération sportive et culturelle de France.
Le sigle d'Union gymnique et sportive des patronages de France (UGSPF) apparaît de façon éphémère sous l'Occupation. Le Régime de Vichy réservant l'exclusivité de l'appellation de fédération aux seuls groupements unisports, la Fédération gymnastique et sportive des patronages de France se trouve contrainte de l'adopter le 24 octobre 1942. Elle reprend son nom initial dès le 10 octobre 1944 pour le troquer contre celui de Fédération sportive de France le 22 mars 1947, puis de Fédération sportive et culturelle de France en 1968.

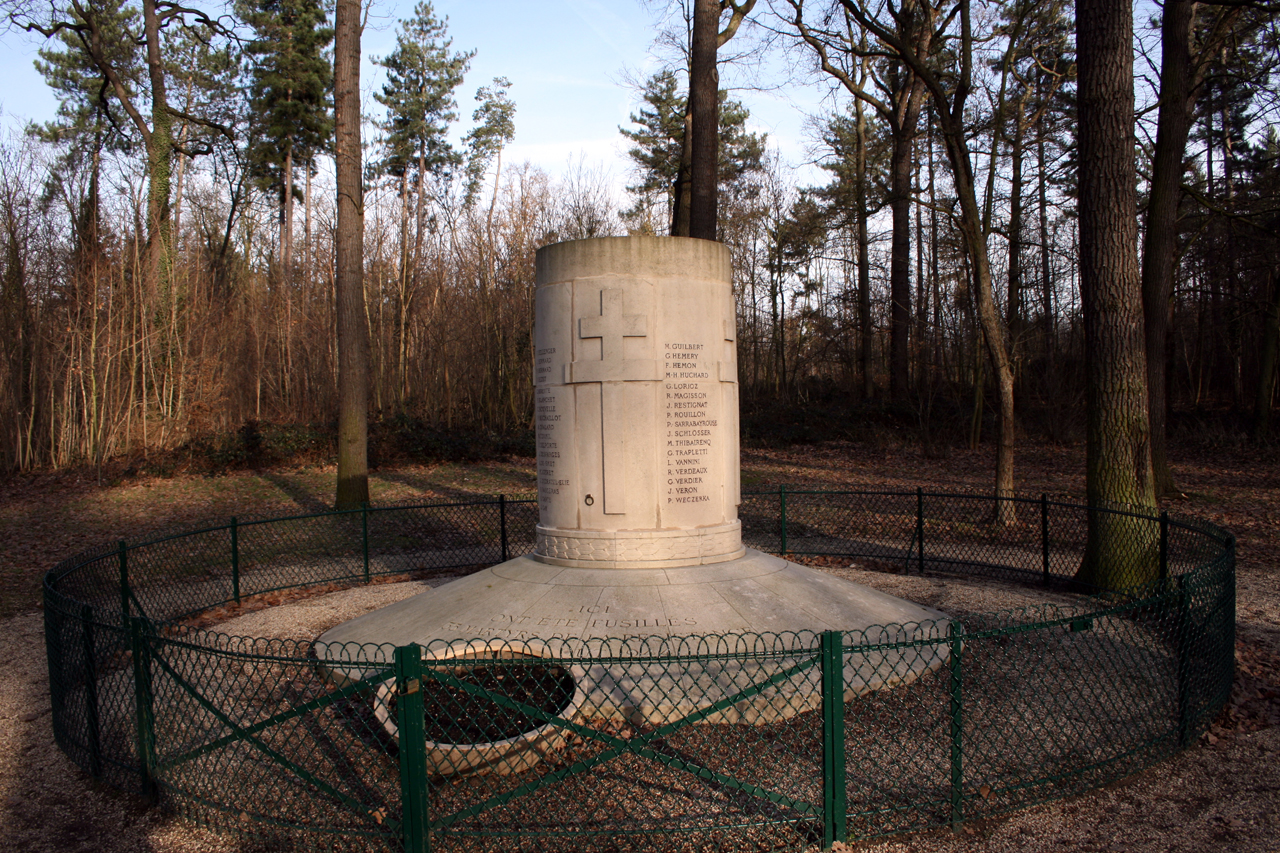
À la sortie d'une réunion dans les locaux du patronage de Championnet des jeunes résistants furent assassinés près de la cascade du Bois de Boulogne.

## Historique

### La mixité imposée
Jusqu'à la guerre, la fédération sportive catholique n'est qu'une fédération masculine, les féminines relevant d'un autre organisme, le Rayon sportif féminin (RSF). L'ordonnance du 4 octobre 1940 oblige chaque fédération féminine à rejoindre une fédération masculine de son choix et le RSF s’affilie à la Fédération gymnastique et sportive des patronages de France (FGSPF).
L'occupation oblige aussi celle-ci à se scinder en deux : le secrétaire général Armand Thibaudeau reste à Paris en zone occupée. Un cadre du RSF, Eugénie Duisit, qui se trouve déjà à Lyon pour le RSF, prend en charge la zone libre le 13 décembre 1940 avant de s'expatrier en Algérie et faire une brillante carrière, dans la 1re armée française, récompensée par l'attribution de la croix de guerre et de la Médaille militaire.
Un autre cadre du RSF, Marie-Thérèse Eyquem, occupe à Vichy des fonctions officielles en dépit de conflits entre Armand Thibaudeau et Jean Borotra puis le colonel Joseph Pascot. Personnage incontournable du sport féminin à cette époque, Marie-Thérèse Eyquem est l'organisatrice de la fête de la sportive qui réunit le 5 juillet 1942 au Parc des Princes 5 000 participantes devant 20 000 spectateurs et où elle implique largement les monitrices et les associations féminines de l'UGSPF.

### Les patronages dans la clandestinité
L'activité spécifique des patronages se trouve alors fortement ralentie, beaucoup préférant la mise en sommeil au risque d'une fusion imposée par la Charte des sports. Quelques-uns, tels à Paris l'association Championnet s'engagent délibérément dans la Résistance où leurs services sont clairement reconnus aujourd'hui. En d'autres lieux les dirigeants et les vicaires-directeurs s'éloignent des structures pour entrer individuellement dans la clandestinité sans faire courir de risques aux autres adhérents.
C'est le cas d'Argenteuil où, à travers deux patronages, une étude locale fait ressortir l'engagement individuel fort des directeurs (les abbés Paul Louis et François Spahnagel) et de responsables laïcs (le lieutenant-colonel Clément Prudhon et le capitaine Maurice Weber. L'histoire a retenu aussi les noms de Madeleine Bouteloup, Eugène Maës, Agnès de Nanteuil et du  capitaine Fernand Rodriguez. Alors que ces associations se trouvent ainsi démunies de leurs principaux animateurs, des jeunes entrent dans la résistance et, assez curieusement, des jocistes précédemment engagés à la Confédération générale du travail (CGT) le font souvent dans les rangs des Francs-tireurs et partisans (FTP) plutôt qu'aux Jeunes chrétiens combattants.

### Le bilan de l'Occupation
Malgré tout l'activité fédérale reste cependant importante car la politique d’éducation générale de Vichy sous l'Occupation oblige tous les mouvements de jeunesse à pratiquer l’éducation physique et exige leur affiliation à un organisme reconnu. Ceux de la jeunesse chrétienne affluent à la FGSPF avec laquelle ils étaient déjà en contact. Elle connaît alors un développement inattendu qui exige quelques adaptations de structures. Ainsi en 1941, la FGSPF qui vient de réintégrer l’Union générale sportive de l'enseignement libre (UGSEL) doit créer une Union générale sportive de l'enseignement libre féminine confiée à Mère Sainte-Monique pour répondre à ces nouveaux besoins.
À partir de 1942, l'UGSPF se voit confier par l'Église de France, des missions de conciliation ou d'adaptation des structures. Elle est ainsi officiellement chargée des rapports entre Vichy et l'enseignement primaire catholique — l’UGSEL ayant le secondaire en responsabilité — et doit mandater un de ses membres à l'Office central des auberges de jeunesse. Elle est sollicitée pour instaurer une commission sportive rurale pour la Jeunesse agricole chrétienne (JAC) puis d'étudier des modalités de coopération avec la Jeunesse ouvrière chrétienne (JOC). Ces diverses actions amènent son entrée le 13 janvier 1945 à la commission confédérale des loisirs de la Confédération française des travailleurs chrétiens (CFTC).
Armand Thibaudeau, le secrétaire général, s'efforce de profiter au mieux du contexte tout en préservant le maximum d'autonomie, exercice difficile qui entraîne des affrontements parfois sévères avec les autorités de Vichy, Jean Borotra puis Joseph Pascot. En 1943, l'examen final sanctionnant la formation des cadres fédéraux est calqué sur la première partie du professorat d'éducation physique et sportive (EPS). Après la guerre, le 1er janvier 1945, les élues féminines du comité central décideront de pérenniser la fusion du RSF et de la FGSPF qui reprend son nom initial dès le 10 octobre 1944 et choisit, le 22 juin 1946, celui de Fédération Sportive de France (FSF). Il faut attendre le 22 mars de l'année suivante pour l'enregistrement de ce nouveau nom et sa parution au Journal officiel (JORF). Le 13 mars 1968, la FSF devient la Fédération sportive et culturelle de France (FSCF).